# Jacob Duwall
Jacob Duwall, född omkring 1589 i Prenzlau, död 9 maj 1634 troligen i Breslau, var en svensk general. Han var far till Jacob Duwall (1625–1684) och Gustaf Duwall samt bror till Axel Duwall.
Jacob Duwall var son till den från Skottland till Tyskland invandrade fogden Albrekt MacDougall (d. 1641), som runt 1594 slog sig ned i Sverige. Han skall ha blivit musketerare i svensk tjänst omkring 1607, men omtalas i skriftliga handlingar första gången 1610, då han var gäst på Örbyhus slott. 1614 var han kapten vid Jakob De la Gardie och deltog året därpå i Ingermanländska kriget då hans fänikor tillhörde de trupper som placerades i byn Kugo för att skära av försörjningen till Pskov. Under en tid tillhörde han även de trupper som beordrats ut på Peipus för att störa stadens proviantering. Han tillfångatogs senare av ryssarna som skall ha behandlats "omänskligt". 1616–1617 befann tillhörde han garnisonen i Koporje och Jama. Under fälttåget 1617 användes Duwalls trupper för att försvara de fästningar som anlagts vid Dünas mynning. 1621 omtalas han som kapten vid Philip von Mansfelds regemente och var senare samma år överstelöjtnant vid Samuel Cockburns regemente. 1624 var Duwall överste vid Henrik Flemings karelska regemente. inför 1625 års livländska fälttåg utsågs han till överste och chef för ett norrländskt regemente. Under framryckningen mot Kurland ingick hans regemente i fältarméns fotfolk, och efter erövringen av Mitau 1625 besattes staden med fyra kompanier ur Duwalls regemente. 1626 deltog anförde han en avdelning, som skulle avvärja den polske fältherren Alexander Gosiewskis befarade anfall. Han återvände 1627 till Sverige med delar av sitt regemente, då man befarade inre oroligheter i landet. Tanken var att hemförlova trupperna, men 1627 sändes de i stället till Kalmar, där de stationerades ut i gränstrakterna. 1628 sändes de till Stockholm, där regementet omorganiserades, varpå de skeppades över till Danzig. Efter att ha erhållit avlösning skickades de hem men då de befann sig på Öland fick de 1628 på nytt order om att bege sig till Stralsund för att förstärka garnisonen där. Här tilldelades Duwall 1629 i stället chefskapet över två tyska regementen. Under den närmaste tiden var han ivrigt sysselsatt med resor för värvningar och genomförde våren 1630 ett lyckat angrepp på skansen Altefähr. I samband med kungens landstigning midsommartiden 1630 sändes en del av hans trupper från Stralsund för att ansluta till huvudarmén. Duwall övertog vid denna tid posten som kommendant i Stralsund från Alexander Leslie. I början av 1631 ställdes hans trupper till Gustaf Horns förfogande och under framryckningen mot Frankfurt an der Oder tillhörde Duwall kungens armé. Efter stadens intagande i juni utsågs han till kommendant och guvernör där. Vid Gustav II Adolfs tåg till Magdeburg kvarstannade Duwall med sina trupper i Ktistrin. Under operationerna kring Werben hade han till uppgift att hålla Warthelinjen vid floden Warthe med en trupp om 2 000 infanterister och 400–500 kavallerister. Efter slaget vid Breitenfeld överflyttades Duwalls regementen till den armé som Johan Banér satte upp i Kalbe.
Efter Gustav II Adolfs död var Duwall förlagd till Schlesien där han var överbefälhavare (General Commandeur) men samtidigt underställd Sten Svantesson Bielke i Stralsund. Tanken var att han skulle samarbeta med Johann Georg von Arnim. Duwall hade gjort sig känd som en skicklig militär, men han kom nu att anklagas för fylleri och oförmåga att upprätthålla disciplinen hos sina soldater som skall ha stulit och plundrat i omgivningarna. 1633 besegrades han i slaget vid Steinau då Albrecht von Wallenstein överraskade de svenska trupperna i deras ofullbordade skansar och tvingade dem 1 oktober att kapitulera. Jacob Duwall var vid tillfångatagandet så berusad att han knappt kunde tala. Han fördes med den wallensteinska armén men i november lyckade han fly. Nederlaget blev ett hårt slag för Duwall, som förgäves försökte förmå Axel Oxenstierna att anordna en offentlig krigsrätt mot alla högre officerare som deltagit i slaget. Han försökte organisera motstånd genom gerillakrig med resterna av sin armé, men medborgarna i Breslau ville inte ge honom understöd för att fortsätta striderna. Han avled kort därefter och begravdes i Nicolaikyrkan i Stralsund.
Han gifte sig 1619 med Anna von der Berge (1595–1633). 40 år efter sin död, upphöjdes han 1674 till friherrligt stånd.